# 休業手当
休業手当（きゅうぎょうてあて）は、労働基準法（昭和22年法律第49号）等に基づき、使用者の責に帰すべき事由により休業した場合に労働者に支払われる手当である。労働者災害補償保険（労災保険）の休業補償給付（業務災害）・休業給付（通勤災害）とは異なるものである。
休業期間中であっても労働協約・就業規則・労働契約等により休日と定められている日や、第33条2項による代休付与命令日については、休業手当を支払わなくてもよい。
- 労働基準法について、以下では条数のみ記す。

## 条文
第26条（休業手当） 

使用者の責に帰すべき事由による休業の場合においては、使用者は、休業期間中当該労働者に、その平均賃金の百分の六十以上の手当を支払わなければならない。 

第26条は、民法の一般原則が労働者の最低生活保障について不十分である事実に鑑み、強行法規で平均賃金の60%を保障せんとする趣旨の規定である。休業手当は労働基準法上の「賃金」に当たるので、使用者はその計算及び支払の方法を就業規則に記載しなければならず、実際の支払いにおいても賃金と同様の「賃金支払いの5原則」が適用される。もっとも就業規則に記載がない、あるいは第26条よりも労働者に不利な記載をしたとしても、使用者の責に帰すべき事由による休業に対しては、平均賃金の60%以上の手当を支払わなければならない。 
ここでいう「休業」とは、一日の労働時間の一部についての休業や、個別的な人事措置としての休職も含まれる。変形労働時間制等により所定労働時間が通常より短い日であっても同様に平均賃金の60%以上を支払わなければならない（休業日の所定労働時間数によって休業手当の額は変動しない）。一部休業の場合、現実に就労した時間に対する賃金が平均賃金の60%に満たないときは、その差額以上の休業手当を支払わなければならない（全く労働しなくても平均賃金の60%が保証されているため。）。

## 該当事例
第26条でいう「使用者の責に帰すべき事由」とは、民法第536条2項での過失責任よりも広く、使用者側に起因する経営上の障害を含む（ノースウェスト航空事件・最判昭和62年7月17日）。また民法第536条は任意規定でありこれに反する合意は有効であるが、第26条は強行規定であり、同条が定める基準を下回る合意は無効となる。
第26条に該当するものの例としては、
- 経営障害（不況、資金難、材料不足等）による休業（昭和23年6月11日基収1998号）
- 予告なしに解雇した場合の予告期間中の休業（昭和24年5月13日基収1483号）
- 法人の解散登記後、清算事務の遅延により解雇予告手当を支払わざる場合（昭和24年2月8日基収77号）
- 新規学卒採用内定者の自宅待機（昭和63年3月14日基発150号）
- 一部の労働者のストライキで残りの労働者を就業せしめることが可能であったにもかかわらず使用者がこれを拒否した場合（昭和24年12月2日基収3281号）
- 年次有給休暇の計画付与として一斉付与を行い、年次有給休暇の権利のない者を休業させた場合
- 本人には症状がなく労働可能であるが、周囲に伝染病感染者がいたため、使用者の自主的判断で休業させる場合[8]。

いっぽう該当しないものの例としては、
- 天災地変等の不可抗力による休業
  - 東北地方太平洋沖地震の被害・影響により、計画停電が実施される場合[9]
- 労働安全衛生法の規定による健康診断の結果に基づいて行った休業（昭和23年10月21日基発1529号、昭和63年3月14日基発150号）
- 代休付与命令による休業（昭和23年6月16日基収第1935号）
- ロックアウトによる休業（社会通念上正当と認められるものに限る。昭和23年6月17日基収1953号）
- 別事業場での自組合のストライキにより就労できなかったスト不参加者（いわゆる部分スト）の休業（ノース・ウェスト航空事件）
- ストライキ解決後、操業再開にあたって流れ作業の時間的格差のために一斉に就業させることができなかった場合（やむをえない限度を超えないものに限る。昭和28年10月13日基収3427号）
- 労働者が新型インフルエンザに感染し、医師の指導により休業する場合[8]。医師の指導範囲を超えた日数の休業については、休業手当を支給する必要がある[8]。
- 事業所において大規模な集団感染が疑われるケースなどで、保健所等の指導により休業させる場合[8]。

なお、派遣労働者については、「使用者の責に帰すべき事由」があるかどうかの判断は、派遣元の事業についてなされる（昭和61年6月6日基発333号）。

## 給付義務
休業手当支払いの義務を怠った場合は、労働者の請求により裁判所から使用者が支払わなければならない金額についての未払金のほか、これと同一額の付加金の支払を命ぜられることがあるが（第114条）、労働者の請求は、支払いの義務を怠ったときから2年以内とされる（第114条但書）。また第26条違反の者は30万円以下の罰金に処せられる（第120条）。
なお、労働基準法で定める最低基準の遵守（賃金の6割以上の手当を支払うこと）と、休業命令の有効性とは別である。
事業所において使用者の責めに帰すべき事由により行われた休業が引き続き3ヶ月以上となった（休業手当の支払いが3ヶ月以上連続していた場合。額は問わない）ことにより離職した者は、雇用保険における基本手当の受給において「特定受給資格者」（倒産・解雇等により離職した者）として扱われ、一般の受給資格者よりも所定給付日数が多くなる。支払われた休業手当の額がその者に支払われるべき賃金月額の3分の2に満たない月が継続して2ヶ月以上にわたる場合も同様である（雇用保険法第23条、雇用保険法施行規則第36条）。

## 政府による補助金
休業に当たって、事業主が所定の要件を満たしたときは、雇用調整助成金の申請が可能であり、使用者は休業手当の支払いにこの助成金を利用することも可能である。